# 챈스 켈리
챈스 켈리(Chance Kelly, 1967년 1월 28일 ~ )는 미국의 배우, 텔레비전 배우, 영화배우이다.
아몽크에서 태어났다.

## 영화
- 듀스 (2016년)
- 스틸링 카스 (2015년)
- 아메리칸 스나이퍼 (2014년)
- 닌자터틀 (2014년) - Mr. 리베티 역
- 투 빅 투 페일 (2011년)
- 스테이크 랜드 (2010년) - 할리 역
- 펠햄 123 (2009년)
- 저지 크리스마스 (2008년)
- 제너레이션 킬 (2008년)
- 프린지 (2008년)
- 라커웨이 (2007년)
- 아메리칸 갱스터 (2007년)
- 블랙 도넬리 (2007년)
- 당신의 성인을 알아보는 법 (2006년)
- 웨어 갓 레프트 히스 슈즈 (2006년)
- 리틀 칠드런 (2006년)
- 디파티드 (2006년)
- 프리덤랜드 (2006년)
- 듀안 홉우드 (2005년)
- 스테이트 프라퍼티 2 (2005년)
- 파 프롬 헤븐 (2002년)
- 법과 질서 - 뉴욕 특수수사대 (2001년)
- L.I.E. (2001년)
- 언브레이커블 (2000년)
- 퍼핏 (1999년)
- 퍼펙트 파워 (1998년)
- 애즈 더 월드 턴즈 (1956년)